# Aegidium asperatum
Aegidium asperatum är en skalbaggsart som beskrevs av Preudhomme de Borre 1886. Aegidium asperatum ingår i släktet Aegidium och familjen Hybosoridae. Inga underarter finns listade i Catalogue of Life.